# Eagle Lake (Texas)
Eagle Lake es una ciudad ubicada en el condado de Colorado en el estado estadounidense de Texas. En el Censo de 2010 tenía una población de 3.639 habitantes y una densidad poblacional de 503,59 personas por km².

## Geografía
Eagle Lake se encuentra ubicada en las coordenadas 29°35′14″N 96°19′43″O / 29.58722, -96.32861. Según la Oficina del Censo de los Estados Unidos, Eagle Lake tiene una superficie total de 7.23 km², de la cual 7.21 km² corresponden a tierra firme y (0.18%) 0.01 km² es agua.

## Demografía
Según el censo de 2010, había 3.639 personas residiendo en Eagle Lake. La densidad de población era de 503,59 hab./km². De los 3.639 habitantes, Eagle Lake estaba compuesto por el 58.09% blancos, el 22.73% eran afroamericanos, el 1.1% eran amerindios, el 0.11% eran asiáticos, el 0.05% eran isleños del Pacífico, el 14.76% eran de otras razas y el 3.16% pertenecían a dos o más razas. Del total de la población el 54.69% eran hispanos o latinos de cualquier raza.